# Ectecephala transatlantica
Ectecephala transatlantica är en tvåvingeart som först beskrevs av Ignaz Rudolph Schiner 1868.  Ectecephala transatlantica ingår i släktet Ectecephala och familjen fritflugor.
Artens utbredningsområde är Bolivia. Inga underarter finns listade i Catalogue of Life.